# Out of a Dream
Out of a Dream is het eerste album van de Nederlandse jazzzangeres Ilse Huizinga. Het werd opgenomen in Studio 44 in Monster.

## Lijst van nummers
1. The Old Country (Lewis / Adderley) 6:35
2. Up Jumped Springtime (Hubbard / Lincoln) 4:02
3. You Stepped Out Of A Dream (Herb Brown / Kahn) 4:44
4. My Heart Stood Still (Rodgers / Hart) 5:39
5. I Hear Music (Lane / Loesser) 3:40
6. I Got Lost In His Arms (Berlin) 6:01
7. I Didn't Know What Time It Was (Rodgers / Hart) 2:41
8. Yesterdays (Harbach / Kern) 3:58
9. A Time For Love (Mandel / Webster) 4:14

Alle arrangementen door Erik van der Luijt

## Bezetting
- Ilse Huizinga - zang
- Erik van der Luijt - piano
- Sven Schuster - contrabas
- Steve Altenberg - drums, percussie
- Simon Rigter - tenorsaxofoon
- Jan van Duikeren - trompet